# Gare de la Maison-Blanche
Gare de la Maison-Blanche je zrušená železniční stanice v Paříži ve 13. obvodu. Nádraží linky Petite Ceinture bylo v provozu v letech 1867–1934. Budova se nacházela na adrese 131, avenue d'Italie.

## Lokace
Nádraží se nacházelo poblíž stanice metra Maison Blanche a leželo mezi stanicemi Parc de Montsouris a Orléans-Ceinture.

## Historie
Nádraží bylo pro cestující otevřeno 25. února 1867. Tak jako celá linka bylo i nádraží uzavřeno pro osobní přepravu 23. července 1934. Budova stanice byla zbořena v roce 1966, takže zůstala jen nástupiště viditelná z mostu v ulici Rue Gandon.